# Port lotniczy Puerto Jimenez
Port lotniczy Puerto Jimenez (ang. Puerto Jimenez Airport) (IATA: PJM, ICAO: MRPJ) – port lotniczy zlokalizowany w kostarykańskim mieście Puerto Jimenez na półwyspie Osa.

## Linie lotnicze i połączenia
- Nature Air (Drake Bay, San José)
- Sansa (Drake Bay, San José)